# Сампан Ірина Валеріївна
Ірина Валеріївна Сампан (нар. c. Криничне, Кіровоградська область) — українська журналістка, воєнна кореспондентка. З серпня 2024 року — шеф-редакторка новин «Громадського радіо».

## Біографія
Ірина Сампан народилася у селі Криничне Кіровоградської області. Журналістикою займається понад 10 років. Закінчила Київський національний університет культури і мистецтв за спеціальністю «тележурналіст, диктор, ведучий програм».
Професійну діяльність розпочала у газетній журналістиці, працювала у низці друкованих та онлайн-видань.
З 2015 року висвітлює події російсько-української війни як воєнна кореспондентка. Працювала авторкою та ведучою на «Громадське радіо», очолювала редакцію радіостанції Міністерства оборони України «Армія FM». До початку повномасштабного вторгнення вела авторську програму «Східний фланг» на YouTube-каналі «Цензор. НЕТ». Після вторгення готувала фронтові репортажі для каналу «Бутусов+» та Радіо Культура.
1 серпня 2024 року стала шеф-редакторкою новин «Громадського радіо».

## Професійна діяльність
Є авторкою програм «Громадського радіо», серед яких — «Ген справедливості» (про реформи в системі правосуддя), «На лінії вогню», а також багатьох ефірів, присвячених темам оборони, фронту та життя цивільного населення в зоні бойових дій. Також веде тренінги для молодих журналістів і бере участь у міжнародних конференціях з питань безпеки та прав людини в умовах війни[джерело?].

## Особисте життя
Колишній чоловік — полковник Збройних сил України Павло Юрчук.